# Peter Wagensonner
Peter Wagensonner (* 28. Juni 1956 in Pfeffenhausen) ist ein deutscher Bildhauer.

## Leben und Werk
Nach einer Pflegerausbildung arbeitete Peter Wagensonner bis 1981 auf Intensivstationen in Münchner Krankenhäusern. In den folgenden drei Jahren absolvierte er eine Ausbildung zum Drechsler. Bis Ende 1986 war er als Drechsler bei einem Betrieb tätig, der für das Bayerische Staatstheater am Gärtnerplatz die Bühnenbilder anfertigt.
1987 war Wagensonner Mitbegründer der Münchener Künstlergruppe OK 9 und richtete im gleichen Jahr sein erstes Atelier ein. Er besuchte bis 1989 die Akademie für Gestaltung in München, war 1988 Schüler im Meisterkurs von Gottfried Böckelmann an der Fachhochschule Hildesheim und machte sich anschließend als Bildhauer selbstständig.
Bei der Ausstellung Lebensbäume_Lebensräume 2007 in Erlangen wurden Großskulpturen in mehreren Räumen gezeigt. Die Verleihung des Kulturpreises des Landkreises Passau 2010 war mit einer umfassenden Ausstellung im Museum Kloster Asbach verbunden.
Wagensonner bearbeitet bildhauerisch natürlich gewachsene Holzformationen, die er unter anderem zu Kugeln dreht. Durch Aushöhlung von Baumstämmen gestaltet er Einzelskulpturen oder arrangiert sie zu Gruppen. Er arbeitet mit einzelnen Bäumen, wenn an ihrer Wuchsform die Spuren des Lebens sichtbar werden. Er formt aus überwüchsigen Baumteilen Kugeln und nutzt dazu Sträucher wie Buchsbaum und Goldregen, Obstbäume wie Nussbaum, Kirsche und Pflaume sowie Hölzer, die eine lebendige Zeichnung durch Pilze haben, wie Buche, Birke oder Maserhölzer.
Für Unternehmen wie Rolls-Royce, Volkswagen oder Hugo Boss fertigte er Arbeiten. Für den seit 2008 vergebenen Clean Tech Media Award fertigt Peter Wagensonner Holzkugeln, die mit gravierten Aluminiumplaketten versehen sind, welche den Preisträger namentlich nennen.

## Ausstellungen (Auswahl)
- 1988: Galerie Im Schloßpavillon, Ismaning bei München
- 2005: Holz, Peter Wagensonner und Konrad Schmid, Kunstverein Passau.[7]
- 2007: Lebensbäume_Lebensräume, Erlangen
- 2011: Bruder Baum - Auf der Suche nach der Natur des Menschen, Kloster Asbach[8]
- 2012: Haut und Hülle, Studienkirche St. Josef[9][10]

## Auszeichnungen
- 2005 Danner-Ehrenpreis
- 2010 Kulturpreis des Landkreises Passau[11]

## Veröffentlichungen
- Gisela Winkelhofer mit Peter Wagensonner: Skulpturen und Objekte aus Holz - Auswahl aus den Arbeiten von 1996 bis 2001. Edition artCo, 2001, ISBN 3-902101-02-4
- Ralf Birke, Erich Malter: Lebensbäume_Lebensräume: Skulpturen und Objekte von Peter Wagensonner. Edition Spielbein, ISBN 978-3-938903-11-7 (Projekt im Rahmen von Natürlich Erlangen 2007)
- Peter Wagensonner: Bruder Baum - Auf der Suche nach der Natur des Menschen. Museum „Kloster Asbach“, 2011, ISBN 978-3-939723-26-4